# بلانچارد (کالیفرنیا)
بلانچارد (به انگلیسی: Blanchard) یک منطقهٔ مسکونی در ایالات متحده آمریکا است که در شهرستان ماریپوزا، کالیفرنیا واقع شده‌است. بلانچارد ۳۵۵ متر بالاتر از سطح دریا واقع شده‌است.
یک اداره پست در بلانچارد از سال ۱۸۹۴ تا ۱۹۵۳ فعالیت می‌کرد و در سال ۱۹۳۸ نقل مکان کرد. این نام به افتخار رزی ام. بلانچارد، اولین مدیر پست آن، تجلیل شد.